# 犯罪都市 THE ROUNDUP
『犯罪都市 THE ROUNDUP』（はんざいとし ザ・ラウンドアップ、原題：범죄도시2、英題：The Roundup）は、2022年に公開された韓国のアクション・スリラー映画。
監督はイ・サンヨン、出演はマ・ドンソクとソン・ソック。

## あらすじ
ソウル衿川警察署・強力班の刑事マ・ソクトは国外逃亡犯引き取りのためベトナム出張を命じられる。チョ班長と共にベトナムに向かったソクトは、領事館に勾留されていた容疑者ジョンフンから仲間の情報を聞き出し検挙に向かうが、アジトには無惨な死体が残されているのみであった

ジョンフンや偶然再会した情報屋のガソリン（ユン・ビョンヒ）から、凶悪犯罪を繰り返すカン・ヘサンという人物や韓国人犯罪グループの情報を得たソクトは彼らを一掃すべく行動に出る

## キャスト
※括弧内は日本語吹替
- マ・ソクト - マ・ドンソク（小山力也）
- カン・ヘサン - ソン・ソック（三上哲）
- チョン・イルマン - チェ・グィファ（西村太佑）
- チャン・イス - パク・ジファン（佐藤せつじ）
- オ・ドンギュン - ホ・ドンウォン（土田大）
- カン・ホンソク - ハジュン（宮崎遊）
- キム・サンフン - チョン・ジェグァン（田中光）
- 領事館員 - パク・チャンス（飛田展男）
- 独眼船長 / キム・ギョボム - ハン・ウヨル（EXILE NESMITH）
- ラク - ウ・ガンミン（EXILE NESMITH）